# A Date with Jimmy Smith, Volume One
| Recensione | Giudizio |
| ---------- | -------- |
| AllMusic   | [ 2 ]    |

A Date with Jimmy Smith, Volume One è un album discografico dell'organista jazz statunitense Jimmy Smith, pubblicato dalla casa discografica Blue Note Records nel luglio del 1957.

## Tracce

### LP
Lato A
1. Falling in Love with Love – 12:06 (Lorenz Hart, Richard Rodgers) – Registrato l'11 febbraio 1957
2. How High the Moon – 5:57 (Nancy Hamilton, Morgan Lewis) – Registrato il 13 febbraio 1957

Lato B
1. Funk's Oats – 15:53 (Jimmy Smith) – Registrato l'11 febbraio 1957

## Musicisti
Falling in Love with Love / Funk's Oats
- Jimmy Smith - organo
- Donald Byrd - tromba
- Hank Mobley - sassofono tenore
- Lou Donaldson - sassofono alto
- Eddie McFadden - chitarra
- Art Blakey - batteria

How High the Moon
- Jimmy Smith - organo
- Eddie McFadden - chitarra
- Donald Bailey - batteria

Note aggiuntive
- Alfred Lion - produttore
- Rudy Van Gelder - ingegnere delle registrazioni
- Francis Wolff - foto copertina album originale
- Reid Miles - design copertina album originale
- Ira Gitler - note retrocopertina album originale [3]